# 長春市普通高中列表
長春市普通高中列表是長春市的普通高級教育中學的列表。

## 教育部直屬高等院校附屬高级中學
- 东北师范大学附属中学

## 吉林省教育厅直屬高级中學
- 吉林省实验中学
- 长春外国语学校

## 長春市教育局直屬高级中學
- 长春市实验中学
- 长春市第二实验中学
- 长春市第一中学
- 长春市第二中学
- 长春市第五中学
- 长春市第六中学
- 长春市第七中学
- 长春市第八中学
- 长春市第九中学
- 长春市第十中学
- 长春市十一高中
- 长春市第十六中学
- 长春市第十七中学
- 长春市第十九中学
- 长春市第二十中学
- 长春市第二十九中学
- 长春市第一三六中学
- 长春市第一三七中学
- 长春汽车经济技术开发区第三中学
- 长春汽车经济技术开发区第六中学
- 长春希望高中（原名长春八十一中学）
- 长春市养正高级中学
- 长春市朝鲜族中学
- 长春市艺术实验中学
- 长春市综合实验中学
- 吉林省孤儿学校

## 私立高等中學
- 长春东师附中青华学校
- 长春吉大附中实验学校
- 吉林省实验繁荣高级中学
- 长春市第二中学精致学校
- 长春北湖学校
- 长春博硕学校
- 长春市文理高中
- 长春力旺高中
- 长春日章学园高中
- 长春市新解放学校
- 长春市清蒲中学
- 长春南湖实验中学
- 长春市柏辰艺术中学

## 外部連結
- . 中国吉林网. 2024-07-12.
- . 2008-10-07  [2015-02-26]. （原始内容存档于2015-02-26）.